# Mikve
| Židé a judaismus |
| Židé • Judaismus • Kdo je Žid |
| Ortodoxní • Konzervativní (Masorti) Progresivní (Reformní - Liberální) • Ultraortodoxní Samaritáni • Falašové • Karaité                                                                                            |
| Etnické skupiny a jazyky |
| Aškenázové • Sefardové • Mizrachim Hebrejština • Jidiš • Ladino • Ge'ez • Buchori |
| Populace (vývoj) |
| Evropa • Amerika • Asie • Afrika • Austrálie |
| Náboženství |
| Bůh • Principy víry • Boží jména 613 micvot • Halacha • Noachidské zákony Mesiáš • Eschatologie |
| Židovské myšlení, filosofie a etika |
| Židovská filosofie Cdaka • Musar • Vyvolenost Chasidismus • Kabala • Haskala |
| Náboženské texty |
| Tóra • Tanach • Mišna • Talmud • Midraš Tosefta • Mišne Tora • Šulchan aruch Sidur • Machzor • Pijut • Zohar |
| Životní cyklus, tradice a zvyky |
| Obřízka • Pidjon ha-ben • Simchat bat • Bar micva Šiduch • Svatba • Ketuba • Rozvod (Get) • Pohřeb Kašrut • Židovský kalendář • Židovské svátky Talit • Tfilin • Cicit • Kipa Mezuza • Menora • Šofar • Sefer Tora |
| Významné postavy židovství |
| Abrahám • Izák • Jákob • Mojžíš Šalomoun • David • Elijáš • Áron Maimonides • Nachmanides • Raši Ba'al Šem Tov • Ga'on z Vilna • Maharal                                                                           |
| Náboženské budovy a instituce |
| Chrám • Synagoga • Ješiva • Bejt midraš Rabín • Chazan • Dajan • Ga'on Kohen (kněz) • Mašgiach • Gabaj • Šochet Mohel • Bejt din • Roš ješiva                                                                      |
| Židovská liturgie |
| Šema • Amida • Kadiš Minhag • Minjan • Nosach Šacharit • Mincha • Ma'ariv • Musaf |
| Dějiny Židů |
| starověk • středověk • novověk |
| Blízká témata |
| Antisemitismus • Gój • Holocaust • Izrael Filosemitismus • Sionismus Abrahámovská náboženství |
| z • d • e |

Mikve (hebrejsky מקווה‎, doslova „sebrání“ nebo „shromáždění (vody)“) je židovská rituální lázeň.

## Popis

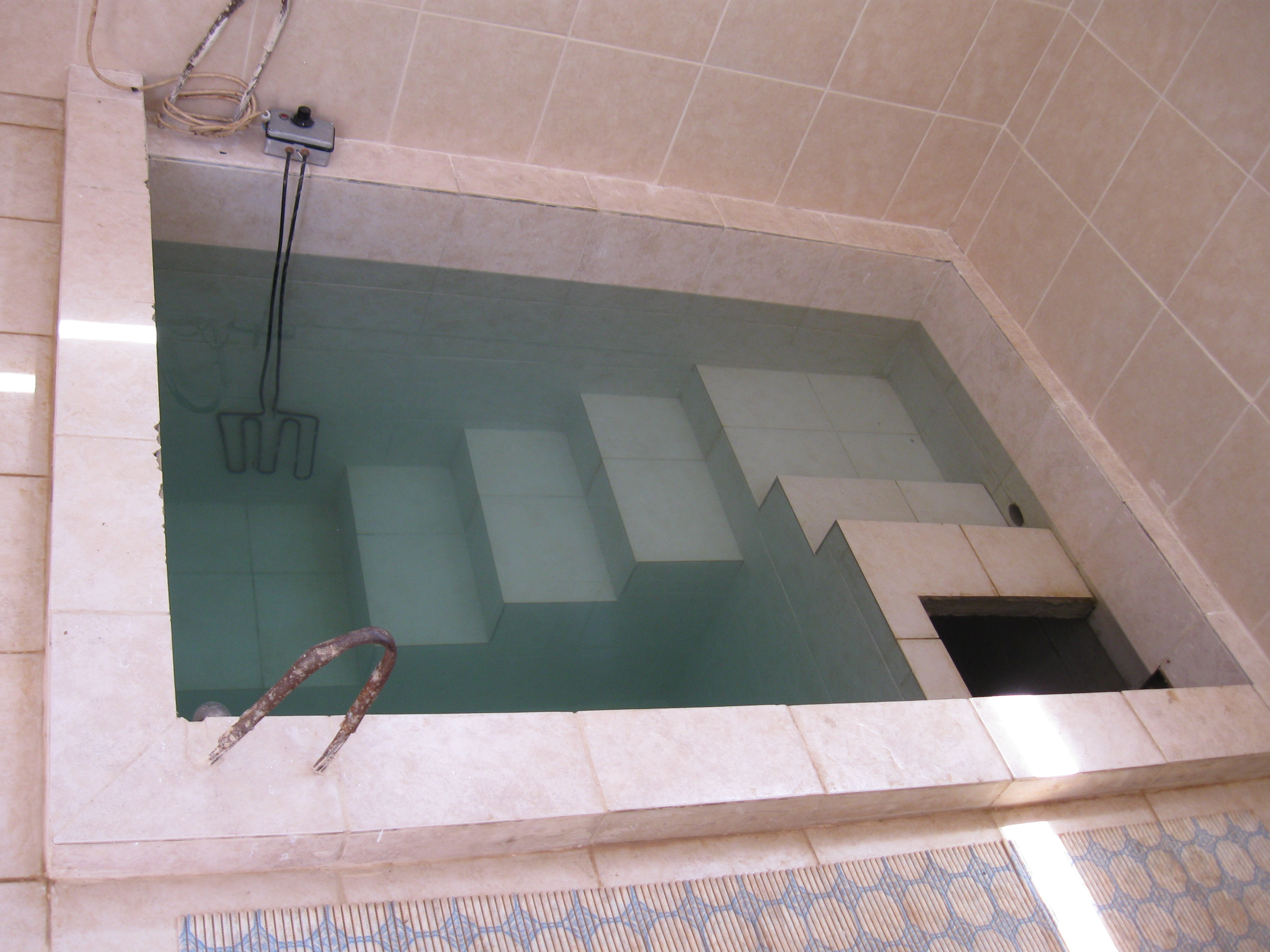
Moderní mikve

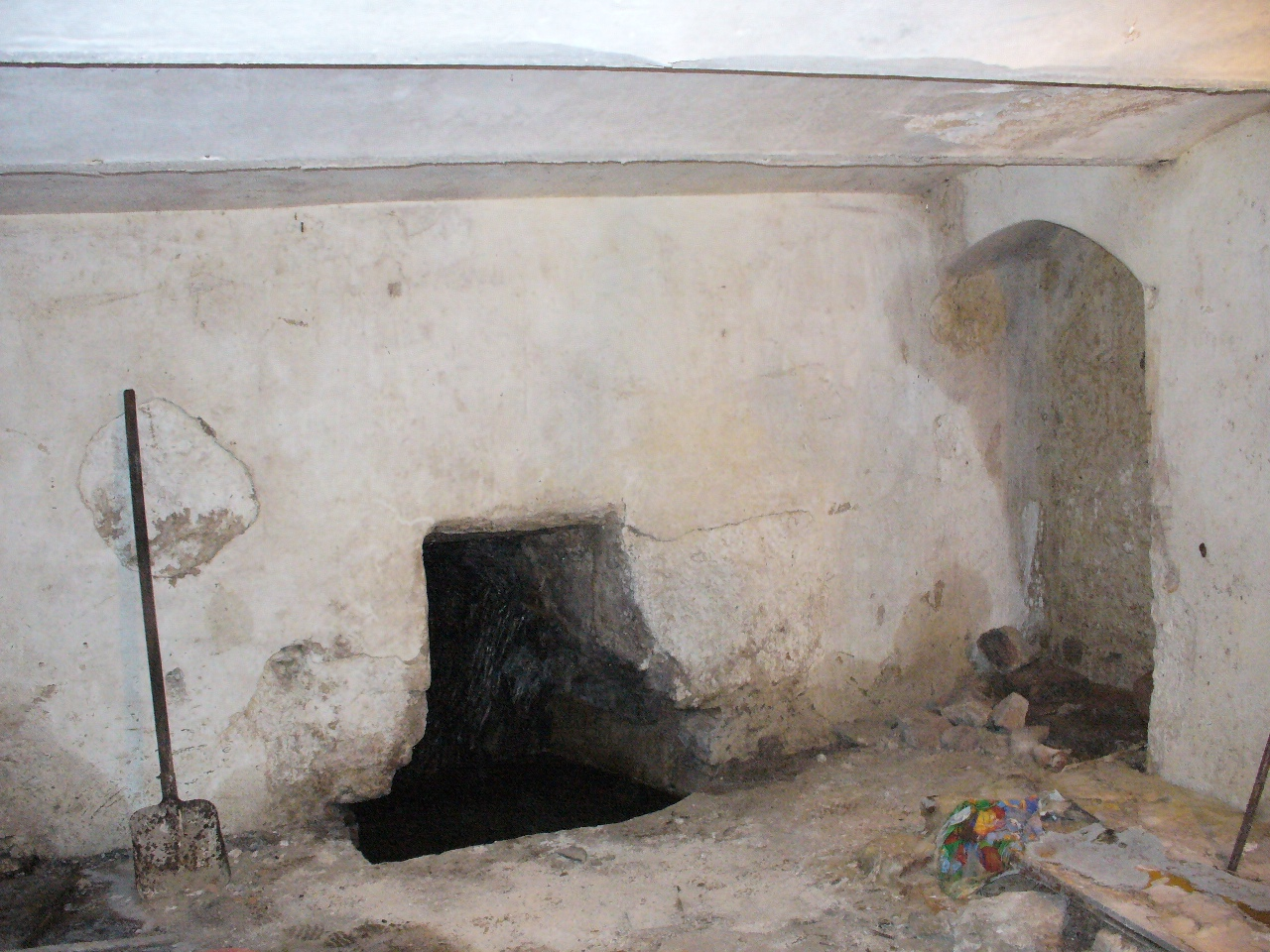
Dochovaná mikve v jednom z domů v obci Rokytnice v Orlických horách

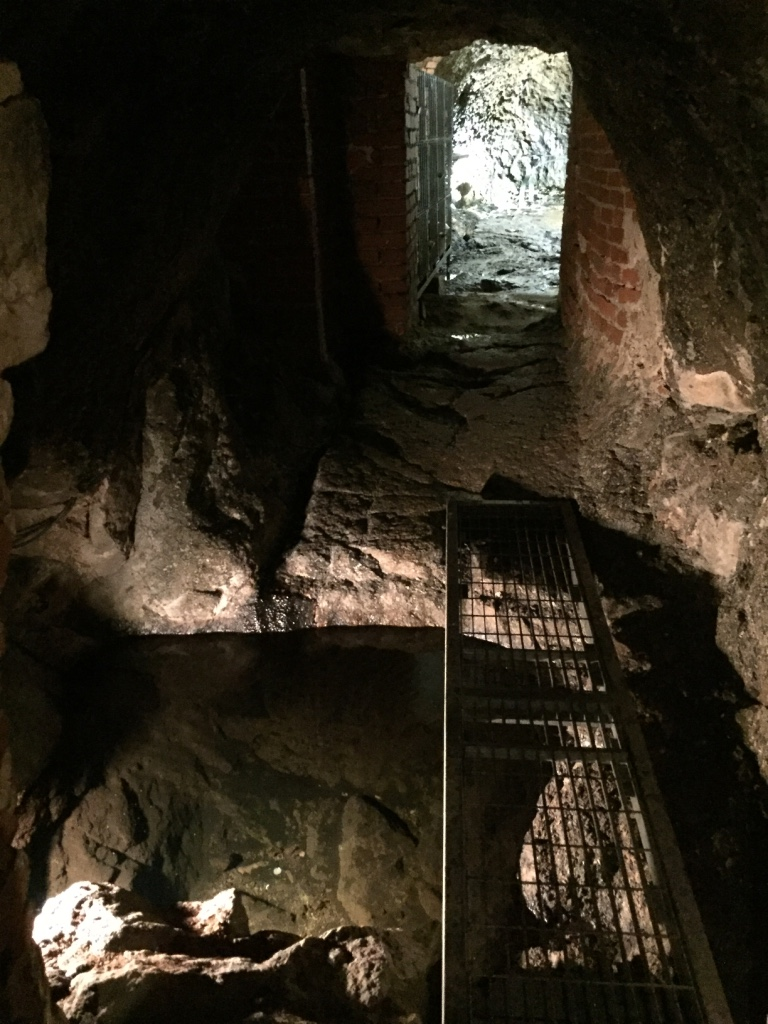
Dochovaná mikve ve sklepení domu Blahoslavova čp. 10 v Židovské čtvrti v Třebíči

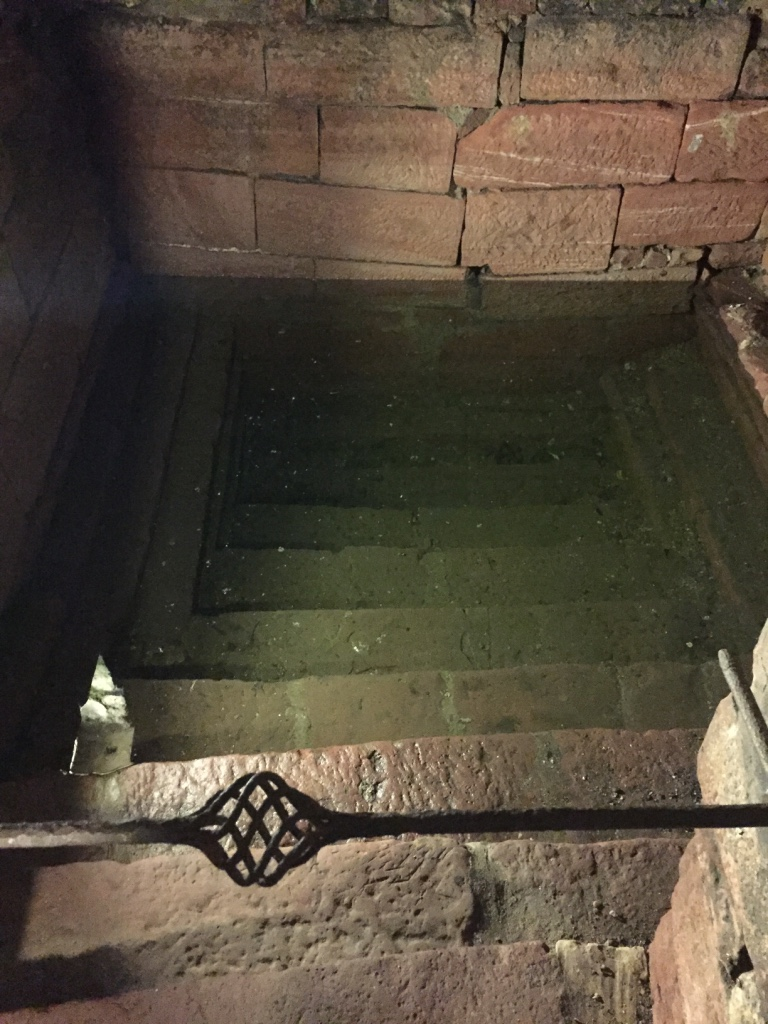
Dochovaná mikve v podzemí pod tzv. „Rašiho kaplí“ v porýnském Wormsu.

Je tvořena nádrží s přírodní vodou a slouží k rituálnímu očištění osob nebo předmětů. Mikve by měla pojmout nejméně 762 litrů vody a měla by být dost hluboká, aby umožnila dospělému úplné ponoření. Ve starověkém Izraeli používali mikve kněží k rituální očistě před službou v Jeruzalémském chrámu. V současné době mikve slouží pro očistu ženy po menstruaci, po porodu či jiném krvavém výtoku. Ponoření do mikve je také nezbytnou součástí konverze k judaismu (musí je podstoupit konvertující muži i ženy).
Ponořením v mikvi se dále rituálně očišťují některé druhy nádobí vyrobené nežidy před použitím v židovské kuchyni. Muži chodí do mikve zpravidla pouze před vysokými svátky (Roš ha-šana a Jom kipur) a poutními svátky za účelem duchovní přípravy a očisty. Před započetím Jom kipur je takovéto ponořování považováno za micvu a je doporučováno, aby se tak stalo ještě před minchou – samotné ponoření je vnímáno jako akt pokání a je zvykem, aby se muž v mikvi ponořil třikrát. Rozšířený je také zvyk chodit do mikve před začátkem šabatu. Chasidský zvyk je chodit se ponořit každé ráno před ranní modlitbou.
K ženské sekci moderní mikve je často připojen kosmetický salón nebo kadeřnictví.
V minulosti byly mikve umísťovány do sklepů domů sousedících s modlitebnami. Tyto kamenné nádrže byly napájeny podzemními prameny, protože musely mít přirozený přítok a odtok vody. O zákonech rozhodujících o tom, jak se budují rituální lázně a jakého typu vody je možno použít, pojednává traktát Mikva'ot v Mišně.
V Izraeli bylo nalezeno několik mikví, které odpovídají stejným halachickým předpisům jako současné rituální lázně.

## Mikve vČesku
V Česku se dochovalo několik starých židovských lázní, jsou ale využívány převážně jako turistické atrakce:
- historická mikve u Pinkasovy synagogy v Praze, která je stále využívána
- v Boskovicích na Blanensku byla náhodně objevena lázeň zasypaná uhlím, po částečné rekonstrukci přístupná turistům
- Divišov – zachovaná mikve pod bývalou synagogou
- v Dobrušce na Rychnovsku mikve přístupná v rámci prohlídky muzea
- v Hřešihlavech na Rokycansku odkrytá mikve při rekonstrukci domu čp. 34, zatím nepřístupno
- v kolínské židovské čtvrti se v přízemí rabínského domu čp. 124 v sousedství synagogy dochovaly tři mikve, z nichž prostřední je přímo napájena přírodním zdrojem podzemní vody, tyto mikve zatím nejsou přístupné pro veřejnost
- v Kdyni na Domažlicku ve výjimečně zachovalé synagóze
- dům New York v Lázních Kynžvart (kulturní památka v rekonstrukci), mikve přístupná veřejnosti od roku 2008
- v Mikulově na Břeclavsku, v Brněnské ulici 31 při stavbě činžovního domu náhodně objevena zasypaná mikve
- Poběžovice na Domažlicku – zbytky mikve v blízkosti dnes již zničené synagogy, vzhledem k umístění na soukromém pozemku jsou nepřístupné
- Polná – mikve v rabínském domě ( součást Regionálního židovského muzea) v židovské čtvrti
- Rokytnice v Orlických horách, v domě č.p. 157
- Strážov na Klatovsku – budova bývalé mikve je v současnosti využívána k hospodářským účelům
- v třebíčské židovské čtvrti se dvě rituální lázně nacházejí v ulici Blahoslavova (v domech č. 10 a č. 23, přístupné veřejnosti po předchozí domluvě)
- ve Všerubech na Domažlicku ve sklepení domu
- ve Znojmě přístupná mikve nevyužívaná od roku 1454

V Česku slouží Židům k očistné lázni tři mikve. Jedna je historická mikve v Praze v sousedství Pinkasovy synagogy, druhá v rámci košer hotelu King David (zprovozněna 2015) a třetí od října 2006 v Brně, která vznikla ve sklepních prostorách domu na třídě Kapitána Jaroše patřícího židovské obci; musela být vybudována nově, neboť žádná historická lázeň se v Brně nedochovala.